# اچ‌ام‌اس ولشمان (ام۸۴)
اچ‌ام‌اس ولشمان (ام۸۴) (به انگلیسی: HMS Welshman (M84)) یک زیردریایی بود که طول آن ۴۰۰ فوت ۶ اینچ (۱۲۲٫۰۷ متر) بود. این زیردریایی در سال ۱۹۴۰ ساخته شد.